# Sisyrinchium acre
Sisyrinchium acre är en irisväxtart som beskrevs av Horace Mann. Sisyrinchium acre ingår i släktet gräsliljor, och familjen irisväxter. Inga underarter finns listade i Catalogue of Life.